# Галаго
Галаго (лат. Galago) — род приматов семейства галаговых. Возможно, являются самыми многочисленными приматами в Африке; водятся практически в каждом крупном лесном массиве на континенте. Также живут в саваннах, на опушках леса, в зарослях кустарника у крупных рек. Помечают территорию, производя мочеиспускание на свои ладони с последующим перемещением по ветвям деревьев. Подобные следы создают подобие троп, по которым они легко перемещаются по ночам. Самцы также мочатся на самок для того, чтобы пометить их. Анатомия и образ жизни схожи с лориевыми, однако галаго значительно быстрее и обычно охотятся, преследуя добычу.

## Описание
Цвет меха — от коричнево-серого до светло-серого, бока и конечности — с желтоватым оттенком. Мех вокруг глаз — более тёмный. Обитают на деревьях, способны на дальние прыжки. Иногда спускаются на землю и ходят как на четырёх, так и на двух лапах. Ночные животные, питающиеся в одиночестве, однако иногда собираются в группы. Способны общаться при помощи звуков, в арсенале имеется до 18 различных звуков, делящиеся на категории: для угрозы, для социальных контактов и предупреждающие. В диете — насекомые и соки деревьев, некоторые виды питаются небольшими беспозвоночными.

## Классификация
- Род Галаго (Galago)[5]
  - Сомалийский галаго (Galago gallarum)
  - Восточный галаго (Galago matschiei)
  - Южный галаго (Galago moholi)
  - Сенегальский галаго (Galago senegalensis)